# Gräfenhain
Gräfenhain is een plaats en voormalige gemeente in de Duitse deelstaat Thüringen, en maakt deel uit van de Landkreis Gotha.
Gräfenhain telt  inwoners.
Gräfenhain werd op 1 januari 2019 opgenomen in de gemeente Ohrdruf.